# Jacques Brossard (écrivain)
Pour les articles homonymes, voir Brossard et Jacques Brossard.
Œuvres principales
- Le Métamorfaux (1974)
- Le Sang du souvenir (1976)
- L'Accession à la souveraineté et le cas du Québec (1976)
- L'Oiseau de feu (5 vol.) (1989-1997)

Jacques Brossard , né à Montréal le 24 avril 1933 et mort dans la même ville le 5 août 2010, est un écrivain, un juriste spécialiste des questions constitutionnelles et un diplomate canadien.

## Biographie
Joseph-Edmond-Léonidas-Jacques Brossard, né à Montréal le 24 avril 1933, est le fils aîné de l’Honorable juge Roger de L. Brossard et de Simone Blais. Étudie à l’école Morin, au pensionnat du Mile-End et au Jardin d’enfants des sœurs de la Providence. Cours classique au Collège Sainte-Marie (1944-1952) d’où il sort bachelier ès arts. Il entre en 1952 à la Faculté de droit de l’Université de Montréal ; il obtient une licence en 1955. Il écrit de façon régulière dans Le Quartier latin. Admis au Barreau du Québec en 1956, il entre au Balliol College de l’Université d’Oxford (1956-1957). En 1957, il entre au service du ministère des Affaires extérieures du Canada, à Ottawa. Il est secrétaire et vice-consul à Bogota (Colombie) en 1958. Chargé d’Affaires internationales et membre de la British Commonwealth Society et de l’Alliance française en 1959. En 1960-1961, il est Chargé d’Affaires et consul à Port-au-Prince (Haïti). En 1963, il est adjoint exécutif du ministre puis est nommé Consul et premier secrétaire à Bonn.
À l’hiver 1964, en congé du ministère, il est chargé de recherche à l’Institut de recherche en droit public (IRDP) de l’Université de Montréal, en compagnie de Pierre Elliott Trudeau. À l’automne 1964, il quitte le ministère et devient secrétaire du Comité de direction de l’IRDP et professeur à la faculté de droit (1971-1985). Au printemps 1967, il publie son premier livre, L’Immigration. Les droits et pouvoirs du Canada et du Québec, ainsi que des articles d’opinions dans Le Devoir. À l’automne paraît Les pouvoirs extérieurs du Québec, en collaboration avec André Patry et Elisabeth Weiser. Conseiller aux assises générales des États généraux du Canada français, où il rencontre René Lévesque. Au printemps 1968, il écrit les premiers textes politiques de base du Mouvement Souveraineté-Association (MSA) (et du Parti québécois). À l’automne, il publie La Cour suprême et la Constitution. Le forum constitutionnel au Canada. Il reçoit en 1969 le Prix littéraire du Québec (Sciences sociales).
En 1970 paraît Le Territoire québécois (en collaboration). Premier séjour au Cap d’Antibes, où il retournera fréquemment (jusqu’en 1975). En 1971, publie dans les revues Thémis et Maintenant, et écrit les premières nouvelles du Métamorfaux (Hurtubise HMH, 1974). Alors que paraissent trois nouvelles dans Les Écrits du Canada français (ÉCF), il rédige les contes et la plupart des nouvelles qui constitueront Le Sang du souvenir (1976). Bourse du Conseil des arts et séjour à Antibes ; il perd accidentellement la documentation déjà réunie pour son grand œuvre, L’Oiseau de feu. En 1976, il fait paraître L’Accession à la souveraineté et le cas du Québec. Conditions et modalités politico-juridiques (P.U.M.). En 1977, il reçoit le Prix Ludger-Duvernay pour l’excellence et le rayonnement de son œuvre et la Médaille d’argent de la ville de Paris. En août 1978, parution des cinq contes de L’Aller-retour dans les ÉCF. En 1979, la Nouvelle Barre du jour publie deux courts extraits de L’Oiseau de feu.
En 1981, graves problèmes cardiaques et séquelles postopératoires qui mettront fin à sa carrière juridique. Il termine l’écriture de L’Oiseau de feu en 1985 (2 400 pages). En 1986, médaillé de la Société québécoise de droit international. Entre 1989 et 1997 paraîtront les trois tomes (en cinq volumes) de L’Oiseau de feu. Reçoit en 1990 le Grand Prix de la Science-fiction et du fantastique québécois (SFFQ) - un prix qui prendra son nom en 2008 -, le prix Casper et le prix Boréal. En 1995, à la veille du second référendum sur l’accession du Québec à la souveraineté, il fait paraître Souveraineté : cinq réponses politiques. En 1993, considérant son œuvre littéraire terminée, il entreprend sa dernière œuvre, restée confidentielle, intitulée La Spirale et la flèche, sous-titrée Égographie & Journal d’avril (1933-2002) à laquelle il met le point final en mars 2005. Il s’agit d’un vaste document-chronique qui privilégie la vie de l’inconscient et les autres niveaux de réalité (rêves, expériences, intuitions).
Il est décédé à Montréal le 5 août 2010.

### Écrits littéraires
- Le Boulon d’Ernest, Le Mal de terre, Retours (nouvelles), dans Les Écrits du Canada français, no 36, 1973.
- Le Métamorfaux, Hurtubise HMH, Montréal, 1974.
- Le Sang du souvenir, Éditions La Presse, Montréal, 1976 ; Leméac, 1987.
- L’Aller-retour, dans Les Écrits du Canada français, 1978.
- L’Oiseau de feu :
  - tome 1 : Les Années d’apprentissage, Leméac, Montréal, 1989.
  - tome 2·A : Le Recyclage d’Adakhan, Leméac, Montréal, 1990.
  - tome 2·B : Le Grand Projet, Leméac, Montréal, 1993.
  - tome 2·C : Le Sauve-qui-peut, Leméac, Montréal, 1995.
  - tome 3 : Les Années d’errance, Leméac, Montréal, 1997.

### Écrits juridiques
- L’Immigration. Les droits et pouvoirs du Canada et du Québec, Les Presses de l’Université de Montréal, 1967
- Les Pouvoirs extérieurs du Québec (en collaboration), PUM, Montréal, 1967.
- Les droits et pouvoirs du Canada et du Québec, en collaboration avec André Patry et Elisabeth Weiser, avant-propos de Pierre Carignan, Les Presses de l’Université de Montréal, 1967.
- La Cour suprême et la Constitution. Le forum constitutionnel au Canada, Les Presses de l’Université de Montréal, 1968.
- Le Territoire québécois, et al., Les Presses de l’Université de Montréal, 1970.
- L’Accession à la souveraineté et le cas du Québec. Conditions et modalités politico-juridiques, P.U.M., Montréal, 1976 ; 1995.
- Souveraineté : cinq réponses politiques, Leméac, Montréal, 1995.

## Honneurs
- Prix littéraire du Québec, section sciences sociales, 1969
- Prix Ludger-Duvernay pour l’excellence et le rayonnement de son œuvre, 1977
- Médaille d'argent de la Ville de Paris, 1977
- Médaille de la Société québécoise de droit international, 1986
- Prix Jacques-Brossard de la science-fiction et du fantastique (SFFQ), 1990
- Prix Casper, 1990
- Prix Boréal, 1990 ; 1994